# Albert Månsson
Bengt Måns Albert Månsson, född 25 september 2002 i Löddeköpinge, är en svensk handbollsspelare (mittnia).

## Uppväxt
Månsson växte upp i Löddeköpinge. Han är son till handbollstränaren och tidigare handbollsspelaren Ola Månsson och äldre bror till handbollsspelaren Axel Månsson. 

## Karriär
Månsson har Lödde Vikings HK som moderklubb. År 2019 lämnade Månsson klubben för spel i skånska OV Helsingborg. År 2024 skrev han ett tvåårigt kontrakt med Alingsås HK.
Han har representerat Sverige på både U17- och U20-nivå. Han var även med när Sverige tog en fjärdeplats vid U20-EM 2022.